# Apogon evermanni
Apogon evermanni är en fiskart som beskrevs av Jordan och Snyder, 1904. Apogon evermanni ingår i släktet Apogon och familjen Apogonidae. Inga underarter finns listade i Catalogue of Life.